# Handball-Europameisterschaft der Männer 2016
Die 12. Handball-Europameisterschaft der Männer fand vom 15. bis 31. Januar 2016 in Polen statt. Veranstalter war die Europäische Handballföderation (EHF). Europameister wurde die deutsche Handballnationalmannschaft.

## Ausrichter
Der 11. Kongress der Europäischen Handballföderation vergab die Veranstaltung während seiner Sitzung am 22. Juni 2012 in Monaco an den Polnischen Handballverband. Die Kandidatur setzte sich in der finalen Abstimmung mit 27 : 19 Stimmen gegen die Bewerbungen Kroatiens und Norwegens durch.

## Austragungsorte
Als Austragungsorte der Veranstaltung wurden folgende Hallen genutzt:
| Danzig                   | Kattowitz                         | Breslau                                       | Krakau                     |
| Ergo Arena 11.409 Plätze | Spodek (Untertasse) 11.500 Plätze | Hala Stulecia (Jahrhunderthalle) 6.000 Plätze | Tauron Arena 15.328 Plätze |
|                          |                                   |                                               |                            |

## Turniermodus
Die Vorrunde wurde in vier Gruppen mit jeweils vier Mannschaften gespielt. Jede Mannschaft einer Gruppe spielte einmal gegen jedes andere Team in der gleichen Gruppe. Die Gruppenvierten schieden aus dem Turnier aus; alle anderen qualifizierten sich für die Hauptrunde.
In der Hauptrunde wurden die jeweils besten drei Mannschaften von je zwei Gruppen zu Sechsergruppen zusammengefasst, wobei sie die Ergebnisse gegen die beiden anderen ebenfalls qualifizierten Vorrundengegner mitnahmen.
Die Mannschaften aus den Vorrundengruppen A und B bildeten die Hauptrundengruppe 1, die aus C und D die Gruppe 2. Innerhalb der Hauptrundengruppe spielte jede Mannschaft gegen die drei qualifizierten Mannschaften aus der anderen Vorrundengruppe.
Bei Punktgleichheit innerhalb einer Vor- oder Hauptrundengruppe galt vor Abschluss der jeweiligen Runde die folgende Reihenfolge bei der Ermittlung der Platzierung:
- bessere Tordifferenz aus allen Gruppenspielen,
- größere Anzahl an Toren, die in allen Gruppenspielen erzielt wurden,
- alphabetische Reihenfolge.

Bei Punktgleichheit innerhalb einer Vor- oder Hauptrundengruppe entschied nach Abschluss der jeweiligen Runde der direkte Vergleich. War auch hier nur ein Gleichstand feststellbar, galt folgende Reihenfolge bei der Ermittlung der Platzierung:
- bessere Tordifferenz zwischen den betreffenden Mannschaften,
- größere Anzahl an Toren zwischen den betreffenden Mannschaften, die in den Gruppenspielen erzielt wurden,
- bessere Tordifferenz aus allen Gruppenspielen (also Vor- und Hauptrunde), die durch Subtraktion errechnet wird,
- größere Anzahl an Toren, die in allen Gruppenspielen erzielt wurden,
- Auslosung durch die EHF in Beisein eines Mannschaftsverantwortlichen der betreffenden Mannschaften.

Die Ränge 13 bis 16 belegten die Gruppenvierten der Vorrunde, die Ränge 9 bis 12 die Fünft- und Sechstplatzierten der Hauptrunde.
Die Viertplatzierten der Hauptrundengruppen bestritten das Spiel um Platz 7, die Drittplatzierten das um Platz 5.
Die Gruppensieger und -zweiten der Hauptrunde spielten im Halbfinale über Kreuz um die Finalteilnahme.

## Teilnehmer
Von den 16 teilnehmenden Mannschaften war die polnische Mannschaft als Gastgeber direkt qualifiziert.
Folgende Mannschaften waren für die Endrunde qualifiziert:
| Land           | Qualifiziert als | Datum der Qualifikation | Teilnahmeanzahl | Bisherige Teilnahmen an Europameisterschaften (fett = Europameister in dem jeweiligen Jahr) |
| -------------- | ---------------- | ----------------------- | --------------- | ------------------------------------------------------------------------------------------- |
| Polen          | Gastgeber        | 22. Juni 2014           | 07              | 2002, 2004, 2006, 2008, 2010, 2012, 2014                                                    |
| Kroatien       | Sieger Gruppe 1  | 10. Juni 2015           | 11              | 1994, 1996, 1998, 2000, 2002, 2004, 2006, 2008, 2010, 2012, 2014                            |
| Dänemark       | Sieger Gruppe 2  | 2. Mai 2015             | 10              | 1994, 1996, 2000, 2002, 2004, 2006, 2008, 2010, 2012, 2014                                  |
| Schweden       | Sieger Gruppe 3  | 3. Mai 2015             | 10              | 1994, 1996, 1998, 2000, 2002, 2004, 2008, 2010, 2012, 2014                                  |
| Island         | Sieger Gruppe 4  | 14. Juni 2015           | 08              | 2000, 2002, 2004, 2006, 2008, 2010, 2012, 2014                                              |
| Ungarn         | Sieger Gruppe 5  | 2. Mai 2015             | 09              | 1994, 1996, 1998, 2004, 2006, 2008, 2010, 2012, 2014                                        |
| Frankreich     | Sieger Gruppe 6  | 3. Mai 2015             | 11              | 1994, 1996, 1998, 2000, 2002, 2004, 2006, 2008, 2010, 2012, 2014                            |
| Spanien        | Sieger Gruppe 7  | 10. Juni 2015           | 11              | 1994, 1996, 1998, 2000, 2002, 2004, 2006, 2008, 2010, 2012, 2014                            |
| Norwegen       | Zweiter Gruppe 1 | 10. Juni 2015           | 06              | 2000, 2006, 2008, 2010, 2012, 2014                                                          |
| Belarus        | Zweiter Gruppe 2 | 14. Juni 2015           | 03              | 1994, 2008, 2014                                                                            |
| Slowenien      | Zweiter Gruppe 3 | 10. Juni 2015           | 09              | 1994, 1996, 2000, 2002, 2004, 2006, 2008, 2010, 2012                                        |
| Serbien        | Zweiter Gruppe 4 | 14. Juni 2015           | 03              | 2010, 2012, 2014                                                                            |
| Russland       | Zweiter Gruppe 5 | 14. Juni 2015           | 11              | 1994, 1996, 1998, 2000, 2002, 2004, 2006, 2008, 2010, 2012, 2014                            |
| Nordmazedonien | Zweiter Gruppe 6 | 14. Juni 2015           | 03              | 1998, 2012, 2014                                                                            |
| Deutschland    | Zweiter Gruppe 7 | 10. Juni 2015           | 10              | 1994, 1996, 1998, 2000, 2002, 2004, 2006, 2008, 2010, 2012                                  |
| Montenegro     | Bester Dritter   | 14. Juni 2015           | 02              | 2008, 2014                                                                                  |

## Gruppenauslosung
Die Auslosung der Vorrundengruppen der XII. Handball-Europameisterschaft 2016 fand am 19. Juni 2015 in Krakau statt.
Von den 16 qualifizierten Mannschaften wurden vier gesetzt:
- Polen auf Gruppenplatz 2 in Gruppe A
- Kroatien auf Gruppenplatz 1 in Gruppe B
- Deutschland auf Gruppenplatz 3 in Gruppe C
- Dänemark auf Gruppenplatz 1 in Gruppe D

Die zwölf verbleibenden Mannschaften wurden entsprechend ihrem Abschneiden in der Qualifikation so auf vier Töpfe verteilt, dass sie den restlichen Gruppenplätzen zugelost werden können.
| Gruppen- platz 1 | Frankreich     |          | Spanien   |            |
| Gruppen- platz 2 |                | Island   | Schweden  | Ungarn     |
| Gruppen- platz 3 | Nordmazedonien | Belarus  |           | Russland   |
| Gruppen- platz 4 | Serbien        | Norwegen | Slowenien | Montenegro |

Die Auslosung ergab dann folgende Gruppen:
| Gruppe A Krakau | Gruppe B Katowice  | Gruppe C Breslau      | Gruppe D Danzig    |
| --------------- | ------------------ | --------------------- | ------------------ |
| Frankreich      | Kroatien (gesetzt) | Spanien               | Dänemark (gesetzt) |
| Polen (gesetzt) | Island             | Schweden              | Ungarn             |
| Nordmazedonien  | Belarus            | Deutschland (gesetzt) | Russland           |
| Serbien         | Norwegen           | Slowenien             | Montenegro         |

## Vorrunde
|  | Qualifikationsplatz für die Hauptrunde |
|  | Platz der ausscheidenden Nation        |

### Gruppe A
| Pl. | Land           | Sp. | S | U | N | Tore    | Diff. | Punkte |
| --- | -------------- | --- | - | - | - | ------- | ----- | ------ |
| 1.  | Polen          | 3   | 3 | 0 | 0 | 084:760 | +8    | 6      |
| 2.  | Frankreich     | 3   | 2 | 0 | 1 | 091:800 | +11   | 4      |
| 3.  | Nordmazedonien | 3   | 0 | 1 | 2 | 073:810 | −8    | 1      |
| 4.  | Serbien        | 3   | 0 | 1 | 2 | 081:920 | −11   | 1      |

| 15. Januar 2016 18:00 Uhr | Frankreich               | 30:23        | Mazedonien                | Tauron Arena Kraków, Krakau Zuschauer: 9.000 Schiedsrichter: Gjeding, Hansen |
| 15. Januar 2016 18:00 Uhr | meiste Tore: Sorhaindo 6 | (12:12)      | meiste Tore: K. Lazarov 9 | Tauron Arena Kraków, Krakau Zuschauer: 9.000 Schiedsrichter: Gjeding, Hansen |
| 15. Januar 2016 18:00 Uhr | Strafen: 2× 8× 1×        | Spielbericht | Strafen: 3× 7×            | Tauron Arena Kraków, Krakau Zuschauer: 9.000 Schiedsrichter: Gjeding, Hansen |

| 15. Januar 2016 20:30 Uhr | Polen                  | 29:28        | Serbien                          | Tauron Arena Kraków, Krakau Zuschauer: 14.100 Schiedsrichter: Stark, Ştefan |
| 15. Januar 2016 20:30 Uhr | meiste Tore: Jurecki 7 | (14:15)      | meiste Tore: Nikčević, Nenadić 7 | Tauron Arena Kraków, Krakau Zuschauer: 14.100 Schiedsrichter: Stark, Ştefan |
| 15. Januar 2016 20:30 Uhr | Strafen: 4× 3×         | Spielbericht | Strafen: 4× 6× 1×                | Tauron Arena Kraków, Krakau Zuschauer: 14.100 Schiedsrichter: Stark, Ştefan |

| 17. Januar 2016 18:15 Uhr | Serbien              | 26:36        | Frankreich            | Tauron Arena Kraków, Krakau Zuschauer: 10.900 Schiedsrichter: Johansson, Kliko |
| 17. Januar 2016 18:15 Uhr | meiste Tore: Šešum 7 | (16:19)      | meiste Tore: Nyokas 8 | Tauron Arena Kraków, Krakau Zuschauer: 10.900 Schiedsrichter: Johansson, Kliko |
| 17. Januar 2016 18:15 Uhr | Strafen: 3× 7×       | Spielbericht | Strafen: 2×           | Tauron Arena Kraków, Krakau Zuschauer: 10.900 Schiedsrichter: Johansson, Kliko |

| 17. Januar 2016 20:30 Uhr | Mazedonien                | 23:24        | Polen                  | Tauron Arena Kraków, Krakau Zuschauer: 14.200 Schiedsrichter: Geipel, Helbig |
| 17. Januar 2016 20:30 Uhr | meiste Tore: K. Lazarov 8 | (13:11)      | meiste Tore: Syprzak 6 | Tauron Arena Kraków, Krakau Zuschauer: 14.200 Schiedsrichter: Geipel, Helbig |
| 17. Januar 2016 20:30 Uhr | Strafen: 4×               | Spielbericht | Strafen: 1× 5× 1×      | Tauron Arena Kraków, Krakau Zuschauer: 14.200 Schiedsrichter: Geipel, Helbig |

| 19. Januar 2016 18:15 Uhr | Mazedonien               | 27:27        | Serbien                       | Tauron Arena Kraków, Krakau Zuschauer: 11.000 Schiedsrichter: Horáček, Novotný |
| 19. Januar 2016 18:15 Uhr | meiste Tore: Manaskov 10 | (13:13)      | meiste Tore: Šešum, Nenadić 7 | Tauron Arena Kraków, Krakau Zuschauer: 11.000 Schiedsrichter: Horáček, Novotný |
| 19. Januar 2016 18:15 Uhr | Strafen: 4× 1×           | Spielbericht | Strafen: 3× 6×                | Tauron Arena Kraków, Krakau Zuschauer: 11.000 Schiedsrichter: Horáček, Novotný |

| 19. Januar 2016 20:30 Uhr | Frankreich                 | 25:31        | Polen                   | Tauron Arena Kraków, Krakau Zuschauer: 14.854 Schiedsrichter: Raluy López, Sabroso Ramírez |
| 19. Januar 2016 20:30 Uhr | meiste Tore: Abalo, Mahé 5 | (12:15)      | meiste Tore: Bielecki 9 | Tauron Arena Kraków, Krakau Zuschauer: 14.854 Schiedsrichter: Raluy López, Sabroso Ramírez |
| 19. Januar 2016 20:30 Uhr | Strafen: 2× 3×             | Spielbericht | Strafen: 4× 6×          | Tauron Arena Kraków, Krakau Zuschauer: 14.854 Schiedsrichter: Raluy López, Sabroso Ramírez |

### Gruppe B
| Pl. | Land     | Sp. | S | U | N | Tore     | Diff. | Punkte |
| --- | -------- | --- | - | - | - | -------- | ----- | ------ |
| 1.  | Norwegen | 3   | 2 | 0 | 1 | 088:840  | +4    | 4      |
| 2.  | Kroatien | 3   | 2 | 0 | 1 | 095:830  | +12   | 4      |
| 3.  | Belarus  | 3   | 1 | 0 | 2 | 087:940  | −7    | 2      |
| 4.  | Island   | 3   | 1 | 0 | 2 | 092:1010 | −9    | 2      |

| 15. Januar 2016 16:00 Uhr | Kroatien              | 27:21        | Belarus                | Spodek, Katowice Zuschauer: 5.000 Schiedsrichter: Johansson, Kliko |
| 15. Januar 2016 16:00 Uhr | meiste Tore: Štrlek 9 | (15:15)      | meiste Tore: Rutenka 8 | Spodek, Katowice Zuschauer: 5.000 Schiedsrichter: Johansson, Kliko |
| 15. Januar 2016 16:00 Uhr | Strafen: 4× 6× 1×     | Spielbericht | Strafen: 3× 5× 1×      | Spodek, Katowice Zuschauer: 5.000 Schiedsrichter: Johansson, Kliko |

| 15. Januar 2016 18:15 Uhr | Island                    | 26:25        | Norwegen                | Spodek, Katowice Zuschauer: 6.200 Schiedsrichter: Geipel, Helbig |
| 15. Januar 2016 18:15 Uhr | meiste Tore: Pálmarsson 8 | (10:11)      | meiste Tore: Bjørnsen 7 | Spodek, Katowice Zuschauer: 6.200 Schiedsrichter: Geipel, Helbig |
| 15. Januar 2016 18:15 Uhr | Strafen: 4× 7×            | Spielbericht | Strafen: 4×             | Spodek, Katowice Zuschauer: 6.200 Schiedsrichter: Geipel, Helbig |

| 17. Januar 2016 16:00 Uhr | Belarus                   | 39:38        | Island                   | Spodek, Katowice Zuschauer: 6.200 Schiedsrichter: Horáček, Novotný |
| 17. Januar 2016 16:00 Uhr | meiste Tore: Puchouski 11 | (17:18)      | meiste Tore: Petersson 6 | Spodek, Katowice Zuschauer: 6.200 Schiedsrichter: Horáček, Novotný |
| 17. Januar 2016 16:00 Uhr | Strafen: 3× 6×            | Spielbericht | Strafen: 2× 5×           | Spodek, Katowice Zuschauer: 6.200 Schiedsrichter: Horáček, Novotný |

| 17. Januar 2016 18:15 Uhr | Norwegen                | 34:31        | Kroatien               | Spodek, Katowice Zuschauer: 8.400 Schiedsrichter: Raluy López, Sabroso Ramírez |
| 17. Januar 2016 18:15 Uhr | meiste Tore: Bjørnsen 7 | (16:17)      | meiste Tore: Duvnjak 8 | Spodek, Katowice Zuschauer: 8.400 Schiedsrichter: Raluy López, Sabroso Ramírez |
| 17. Januar 2016 18:15 Uhr | Strafen: 2× 4×          | Spielbericht | Strafen: 3× 6×         | Spodek, Katowice Zuschauer: 8.400 Schiedsrichter: Raluy López, Sabroso Ramírez |

| 19. Januar 2016 18:15 Uhr | Belarus                | 27:29        | Norwegen                            | Spodek, Katowice Zuschauer: 6.800 Schiedsrichter: Gjeding, Hansen |
| 19. Januar 2016 18:15 Uhr | meiste Tore: Rutenka 9 | (13:12)      | meiste Tore: Bjørnsen, O’Sullivan 5 | Spodek, Katowice Zuschauer: 6.800 Schiedsrichter: Gjeding, Hansen |
| 19. Januar 2016 18:15 Uhr | Strafen: 4× 6×         | Spielbericht | Strafen: 3× 6×                      | Spodek, Katowice Zuschauer: 6.800 Schiedsrichter: Gjeding, Hansen |

| 19. Januar 2016 20:30 Uhr | Kroatien             | 37:28        | Island                                | Spodek, Katowice Zuschauer: 7.000 Schiedsrichter: Stark, Ştefan |
| 19. Januar 2016 20:30 Uhr | meiste Tore: Marić 8 | (19:10)      | meiste Tore: Sigurðsson, Gunnarsson 6 | Spodek, Katowice Zuschauer: 7.000 Schiedsrichter: Stark, Ştefan |
| 19. Januar 2016 20:30 Uhr | Strafen: 4× 5×       | Spielbericht | Strafen: 3× 4×                        | Spodek, Katowice Zuschauer: 7.000 Schiedsrichter: Stark, Ştefan |

### Gruppe C
| Pl. | Land        | Sp. | S | U | N | Tore    | Diff. | Punkte |
| --- | ----------- | --- | - | - | - | ------- | ----- | ------ |
| 1.  | Spanien     | 3   | 2 | 1 | 0 | 080:750 | +5    | 5      |
| 2.  | Deutschland | 3   | 2 | 0 | 1 | 081:790 | +2    | 4      |
| 3.  | Schweden    | 3   | 1 | 0 | 2 | 071:720 | −1    | 2      |
| 4.  | Slowenien   | 3   | 0 | 1 | 2 | 066:720 | −6    | 1      |

| 16. Januar 2016 18:30 Uhr | Spanien               | 32:29        | Deutschland              | Hala Stulecia, Breslau Zuschauer: 6.500 Schiedsrichter: Pichon, Reveret |
| 16. Januar 2016 18:30 Uhr | meiste Tore: Rivera 7 | (18:15)      | meiste Tore: Dissinger 6 | Hala Stulecia, Breslau Zuschauer: 6.500 Schiedsrichter: Pichon, Reveret |
| 16. Januar 2016 18:30 Uhr | Strafen: 3× 5× 1×     | Spielbericht | Strafen: 3× 7×           | Hala Stulecia, Breslau Zuschauer: 6.500 Schiedsrichter: Pichon, Reveret |

| 16. Januar 2016 20:45 Uhr | Schweden              | 23:21        | Slowenien            | Hala Stulecia, Breslau Zuschauer: 6.500 Schiedsrichter: Stoļarovs, Līcis |
| 16. Januar 2016 20:45 Uhr | meiste Tore: Ekberg 4 | (16:9)       | meiste Tore: Gaber 5 | Hala Stulecia, Breslau Zuschauer: 6.500 Schiedsrichter: Stoļarovs, Līcis |
| 16. Januar 2016 20:45 Uhr | Strafen: 2× 6× 1×     | Spielbericht | Strafen: 2× 5×       | Hala Stulecia, Breslau Zuschauer: 6.500 Schiedsrichter: Stoļarovs, Līcis |

| 18. Januar 2016 18:15 Uhr | Slowenien             | 24:24        | Spanien                    | Hala Stulecia, Breslau Zuschauer: 6.000 Schiedsrichter: Husko, Repkin |
| 18. Januar 2016 18:15 Uhr | meiste Tore: Žvižej 6 | (13:10)      | meiste Tore: Aguinagalde 6 | Hala Stulecia, Breslau Zuschauer: 6.000 Schiedsrichter: Husko, Repkin |
| 18. Januar 2016 18:15 Uhr | Strafen: 4× 3× 1×     | Spielbericht | Strafen: 3× 4× 1×          | Hala Stulecia, Breslau Zuschauer: 6.000 Schiedsrichter: Husko, Repkin |

| 18. Januar 2016 20:30 Uhr | Deutschland              | 27:26        | Schweden                 | Hala Stulecia, Breslau Zuschauer: 6.500 Schiedsrichter: Gubica, Milošević |
| 18. Januar 2016 20:30 Uhr | meiste Tore: Reichmann 9 | (13:17)      | meiste Tore: Jakobsson 8 | Hala Stulecia, Breslau Zuschauer: 6.500 Schiedsrichter: Gubica, Milošević |
| 18. Januar 2016 20:30 Uhr | Strafen: 4× 5× 1×        | Spielbericht | Strafen: 3×              | Hala Stulecia, Breslau Zuschauer: 6.500 Schiedsrichter: Gubica, Milošević |

| 20. Januar 2016 17:15 Uhr | Deutschland              | 25:21        | Slowenien                | Hala Stulecia, Breslau Zuschauer: 6.500 Schiedsrichter: Santos, Fonseca |
| 20. Januar 2016 17:15 Uhr | meiste Tore: Reichmann 5 | (12:10)      | meiste Tore: Kavtičnik 6 | Hala Stulecia, Breslau Zuschauer: 6.500 Schiedsrichter: Santos, Fonseca |
| 20. Januar 2016 17:15 Uhr | Strafen: 2× 7× 1×        | Spielbericht | Strafen: 2× 7× 1×        | Hala Stulecia, Breslau Zuschauer: 6.500 Schiedsrichter: Santos, Fonseca |

| 20. Januar 2016 20:00 Uhr | Spanien               | 24:22        | Schweden                          | Hala Stulecia, Breslau Zuschauer: 6.200 Schiedsrichter: Načevski, Nikolov |
| 20. Januar 2016 20:00 Uhr | meiste Tore: Rivera 9 | (12:10)      | meiste Tore: Jakobsson, Östlund 4 | Hala Stulecia, Breslau Zuschauer: 6.200 Schiedsrichter: Načevski, Nikolov |
| 20. Januar 2016 20:00 Uhr | Strafen: 3× 2×        | Spielbericht | Strafen: 3× 4×                    | Hala Stulecia, Breslau Zuschauer: 6.200 Schiedsrichter: Načevski, Nikolov |

### Gruppe D
| Pl. | Land       | Sp. | S | U | N | Tore    | Diff. | Punkte |
| --- | ---------- | --- | - | - | - | ------- | ----- | ------ |
| 1.  | Dänemark   | 3   | 3 | 0 | 0 | 091:750 | +16   | 6      |
| 2.  | Russland   | 3   | 2 | 0 | 1 | 080:780 | +2    | 4      |
| 3.  | Ungarn     | 3   | 1 | 0 | 2 | 080:840 | −4    | 2      |
| 4.  | Montenegro | 3   | 0 | 0 | 3 | 076:900 | −14   | 0      |

| 16. Januar 2016 18:00 Uhr | Ungarn                 | 32:27        | Montenegro             | Ergo Arena, Danzig Zuschauer: 6.864 Schiedsrichter: Husko, Repkin |
| 16. Januar 2016 18:00 Uhr | meiste Tore: Bánhidi 7 | (16:12)      | meiste Tore: Borozan 7 | Ergo Arena, Danzig Zuschauer: 6.864 Schiedsrichter: Husko, Repkin |
| 16. Januar 2016 18:00 Uhr | Strafen: 3× 5×         | Spielbericht | Strafen: 2× 4×         | Ergo Arena, Danzig Zuschauer: 6.864 Schiedsrichter: Husko, Repkin |

| 16. Januar 2016 20:15 Uhr | Dänemark                                               | 31:25        | Russland                  | Ergo Arena, Danzig Zuschauer: 7.952 Schiedsrichter: Gubica, Milošević |
| 16. Januar 2016 20:15 Uhr | meiste Tore: Damgaard Nielsen, Hansen, Mensah Larsen 4 | (13:13)      | meiste Tore: Schelmenko 5 | Ergo Arena, Danzig Zuschauer: 7.952 Schiedsrichter: Gubica, Milošević |
| 16. Januar 2016 20:15 Uhr | Strafen: 3× 2×                                         | Spielbericht | Strafen: 2× 3×            | Ergo Arena, Danzig Zuschauer: 7.952 Schiedsrichter: Gubica, Milošević |

| 18. Januar 2016 18:00 Uhr | Russland               | 27:26        | Ungarn                | Ergo Arena, Danzig Zuschauer: 6.452 Schiedsrichter: Načevski, Nikolov |
| 18. Januar 2016 18:00 Uhr | meiste Tore: Dibirow 6 | (14:10)      | meiste Tore: Jamali 6 | Ergo Arena, Danzig Zuschauer: 6.452 Schiedsrichter: Načevski, Nikolov |
| 18. Januar 2016 18:00 Uhr | Strafen: 4× 6×         | Spielbericht | Strafen: 3×           | Ergo Arena, Danzig Zuschauer: 6.452 Schiedsrichter: Načevski, Nikolov |

| 18. Januar 2016 20:15 Uhr | Montenegro             | 28:30        | Dänemark                        | Ergo Arena, Danzig Zuschauer: 6.980 Schiedsrichter: Santos, Fonseca |
| 18. Januar 2016 20:15 Uhr | meiste Tore: Grbović 7 | (16:14)      | meiste Tore: Eggert Magnussen 6 | Ergo Arena, Danzig Zuschauer: 6.980 Schiedsrichter: Santos, Fonseca |
| 18. Januar 2016 20:15 Uhr | Strafen: 2× 3×         | Spielbericht | Strafen: 3×                     | Ergo Arena, Danzig Zuschauer: 6.980 Schiedsrichter: Santos, Fonseca |

| 20. Januar 2016 17:15 Uhr | Russland                          | 28:21        | Montenegro                         | Ergo Arena, Danzig Zuschauer: 5.930 Schiedsrichter: Stoļarovs, Līcis |
| 20. Januar 2016 17:15 Uhr | meiste Tore: Gorbok, Schelmenko 5 | (14:9)       | meiste Tore: Vujović, Ševaljević 4 | Ergo Arena, Danzig Zuschauer: 5.930 Schiedsrichter: Stoļarovs, Līcis |
| 20. Januar 2016 17:15 Uhr | Strafen: 2× 3×                    | Spielbericht | Strafen: 2× 5×                     | Ergo Arena, Danzig Zuschauer: 5.930 Schiedsrichter: Stoļarovs, Līcis |

| 20. Januar 2016 20:00 Uhr | Dänemark              | 30:22        | Ungarn                 | Ergo Arena, Danzig Zuschauer: 8.361 Schiedsrichter: Pichon, Reveret |
| 20. Januar 2016 20:00 Uhr | meiste Tore: Hansen 9 | (18:10)      | meiste Tore: Hornyák 5 | Ergo Arena, Danzig Zuschauer: 8.361 Schiedsrichter: Pichon, Reveret |
| 20. Januar 2016 20:00 Uhr | Strafen: 3× 1×        | Spielbericht | Strafen: 3× 2×         | Ergo Arena, Danzig Zuschauer: 8.361 Schiedsrichter: Pichon, Reveret |

## Hauptrunde
| Farbe | Bedeutung                                           |
| ----- | --------------------------------------------------- |
|       | Tabellenplatz qualifiziert für das Halbfinale       |
|       | Tabellenplatz qualifiziert für das Spiel um Platz 5 |
|       | Tabellenplatz qualifiziert für das Spiel um Platz 7 |
|       | Mannschaft ist ausgeschieden                        |

### Gruppe I
| Pl. | Land           | Sp. | S | U | N | Tore      | Diff. | Punkte |
| --- | -------------- | --- | - | - | - | --------- | ----- | ------ |
| 1.  | Norwegen       | 5   | 4 | 1 | 0 | 0153:1410 | +12   | 9      |
| 2.  | Kroatien       | 5   | 3 | 0 | 2 | 0153:1340 | +19   | 6 *    |
| 3.  | Frankreich     | 5   | 3 | 0 | 2 | 0145:1300 | +15   | 6 *    |
| 4.  | Polen          | 5   | 3 | 0 | 2 | 0138:1420 | −4    | 6 *    |
| 5.  | Belarus        | 5   | 1 | 0 | 4 | 0128:1510 | −23   | 2      |
| 6.  | Nordmazedonien | 5   | 0 | 1 | 4 | 0130:1490 | −19   | 1      |

| 21. Januar 2016 18:15 Uhr | Frankreich                  | 34:23        | Belarus                     | Tauron Arena Kraków, Krakau Zuschauer: 6.900 Schiedsrichter: Johansson, Kliko |
| 21. Januar 2016 18:15 Uhr | meiste Tore: N. Karabatić 9 | (20:5)       | meiste Tore: Chadkewitsch 9 | Tauron Arena Kraków, Krakau Zuschauer: 6.900 Schiedsrichter: Johansson, Kliko |
| 21. Januar 2016 18:15 Uhr | Strafen: 3×                 | Spielbericht | Strafen: 3× 2×              | Tauron Arena Kraków, Krakau Zuschauer: 6.900 Schiedsrichter: Johansson, Kliko |

| 21. Januar 2016 20:30 Uhr | Mazedonien              | 24:34        | Kroatien                 | Tauron Arena Kraków, Krakau Zuschauer: 9.100 Schiedsrichter: Geipel, Helbig |
| 21. Januar 2016 20:30 Uhr | meiste Tore: Manaskov 7 | (13:17)      | meiste Tore: Slišković 6 | Tauron Arena Kraków, Krakau Zuschauer: 9.100 Schiedsrichter: Geipel, Helbig |
| 21. Januar 2016 20:30 Uhr | Strafen: 3× 1×          | Spielbericht | Strafen: 3× 2×           | Tauron Arena Kraków, Krakau Zuschauer: 9.100 Schiedsrichter: Geipel, Helbig |

| 23. Januar 2016 18:15 Uhr | Frankreich           | 32:24        | Kroatien               | Tauron Arena Kraków, Krakau Zuschauer: 10.600 Schiedsrichter: Horáček, Novotný |
| 23. Januar 2016 18:15 Uhr | meiste Tore: Abalo 6 | (16:10)      | meiste Tore: Duvnjak 5 | Tauron Arena Kraków, Krakau Zuschauer: 10.600 Schiedsrichter: Horáček, Novotný |
| 23. Januar 2016 18:15 Uhr | Strafen: 2× 3×       | Spielbericht | Strafen: 3× 5× 1×      | Tauron Arena Kraków, Krakau Zuschauer: 10.600 Schiedsrichter: Horáček, Novotný |

| 23. Januar 2016 20:30 Uhr | Polen                    | 28:30        | Norwegen              | Tauron Arena Kraków, Krakau Zuschauer: 14.600 Schiedsrichter: Raluy López, Sabroso Ramírez |
| 23. Januar 2016 20:30 Uhr | meiste Tore: Bielecki 10 | (15:16)      | meiste Tore: Hansen 8 | Tauron Arena Kraków, Krakau Zuschauer: 14.600 Schiedsrichter: Raluy López, Sabroso Ramírez |
| 23. Januar 2016 20:30 Uhr | Strafen: 2× 4×           | Spielbericht | Strafen: 3× 5×        | Tauron Arena Kraków, Krakau Zuschauer: 14.600 Schiedsrichter: Raluy López, Sabroso Ramírez |

| 25. Januar 2016 18:15 Uhr | Mazedonien                 | 31:31        | Norwegen                | Tauron Arena Kraków, Krakau Zuschauer: 7.600 Schiedsrichter: Stark, Ştefan |
| 25. Januar 2016 18:15 Uhr | meiste Tore: K. Lazarov 11 | (17:13)      | meiste Tore: Bjørnsen 6 | Tauron Arena Kraków, Krakau Zuschauer: 7.600 Schiedsrichter: Stark, Ştefan |
| 25. Januar 2016 18:15 Uhr | Strafen: 3× 4×             | Spielbericht | Strafen: 4× 5×          | Tauron Arena Kraków, Krakau Zuschauer: 7.600 Schiedsrichter: Stark, Ştefan |

| 25. Januar 2016 20:30 Uhr | Polen                  | 32:27        | Belarus                     | Tauron Arena Kraków, Krakau Zuschauer: 14.000 Schiedsrichter: Santos, Fonseca |
| 25. Januar 2016 20:30 Uhr | meiste Tore: Jurecki 9 | (19:13)      | meiste Tore: Schylowitsch 6 | Tauron Arena Kraków, Krakau Zuschauer: 14.000 Schiedsrichter: Santos, Fonseca |
| 25. Januar 2016 20:30 Uhr | Strafen: 3× 2×         | Spielbericht | Strafen: 3× 4×              | Tauron Arena Kraków, Krakau Zuschauer: 14.000 Schiedsrichter: Santos, Fonseca |

| 27. Januar 2016 16:00 Uhr | Mazedonien                 | 29:30        | Belarus                   | Tauron Arena Kraków, Krakau Zuschauer: 3.100 Schiedsrichter: Stoļarovs, Līcis |
| 27. Januar 2016 16:00 Uhr | meiste Tore: K. Lazarov 10 | (13:14)      | meiste Tore: Puchouski 11 | Tauron Arena Kraków, Krakau Zuschauer: 3.100 Schiedsrichter: Stoļarovs, Līcis |
| 27. Januar 2016 16:00 Uhr | Strafen: 3× 2×             | Spielbericht | Strafen: 2× 5×            | Tauron Arena Kraków, Krakau Zuschauer: 3.100 Schiedsrichter: Stoļarovs, Līcis |

| 27. Januar 2016 18:15 Uhr | Frankreich              | 24:29        | Norwegen                | Tauron Arena Kraków, Krakau Zuschauer: 10.200 Schiedsrichter: Geipel, Helbig |
| 27. Januar 2016 18:15 Uhr | meiste Tore: Narcisse 7 | (11:12)      | meiste Tore: Tønnesen 6 | Tauron Arena Kraków, Krakau Zuschauer: 10.200 Schiedsrichter: Geipel, Helbig |
| 27. Januar 2016 18:15 Uhr | Strafen: 2× 3×          | Spielbericht | Strafen: 2× 7×          | Tauron Arena Kraków, Krakau Zuschauer: 10.200 Schiedsrichter: Geipel, Helbig |

| 27. Januar 2016 20:30 Uhr | Polen                           | 23:37        | Kroatien               | Tauron Arena Kraków, Krakau Zuschauer: 15.000 Schiedsrichter: Gjeding, Hansen |
| 27. Januar 2016 20:30 Uhr | meiste Tore: Bielecki, Daszek 4 | (10:15)      | meiste Tore: Štrlek 11 | Tauron Arena Kraków, Krakau Zuschauer: 15.000 Schiedsrichter: Gjeding, Hansen |
| 27. Januar 2016 20:30 Uhr | Strafen: 1× 6×                  | Spielbericht | Strafen: 2× 5×         | Tauron Arena Kraków, Krakau Zuschauer: 15.000 Schiedsrichter: Gjeding, Hansen |

### Gruppe II
| Pl. | Land        | Sp. | S | U | N | Tore      | Diff. | Punkte |
| --- | ----------- | --- | - | - | - | --------- | ----- | ------ |
| 1.  | Spanien     | 5   | 4 | 0 | 1 | 0135:1300 | +5    | 8 *    |
| 2.  | Deutschland | 5   | 4 | 0 | 1 | 0140:1290 | +11   | 8 *    |
| 3.  | Dänemark    | 5   | 3 | 1 | 1 | 0139:1230 | +16   | 7      |
| 4.  | Schweden    | 5   | 1 | 2 | 2 | 0126:1210 | +5    | 4      |
| 5.  | Russland    | 5   | 1 | 1 | 3 | 0132:1400 | −8    | 3      |
| 6.  | Ungarn      | 5   | 0 | 0 | 5 | 0110:1390 | −29   | 0      |

| 22. Januar 2016 18:15 Uhr | Deutschland          | 29:19        | Ungarn                                  | Hala Stulecia, Breslau Zuschauer: 6.500 Schiedsrichter: Gubica, Milošević |
| 22. Januar 2016 18:15 Uhr | meiste Tore: Wiede 6 | (17:9)       | meiste Tore: Jamali, K. Nagy, L. Nagy 3 | Hala Stulecia, Breslau Zuschauer: 6.500 Schiedsrichter: Gubica, Milošević |
| 22. Januar 2016 18:15 Uhr | Strafen: 4× 2×       | Spielbericht | Strafen: 3×                             | Hala Stulecia, Breslau Zuschauer: 6.500 Schiedsrichter: Gubica, Milošević |

| 22. Januar 2016 20:30 Uhr | Schweden                 | 28:28        | Russland               | Hala Stulecia, Breslau Zuschauer: 6.350 Schiedsrichter: Pichon, Reveret |
| 22. Januar 2016 20:30 Uhr | meiste Tore: Jakobsson 9 | (15:15)      | meiste Tore: Dibirow 7 | Hala Stulecia, Breslau Zuschauer: 6.350 Schiedsrichter: Pichon, Reveret |
| 22. Januar 2016 20:30 Uhr | Strafen: 3× 5×           | Spielbericht | Strafen: 4×            | Hala Stulecia, Breslau Zuschauer: 6.350 Schiedsrichter: Pichon, Reveret |

| 24. Januar 2016 18:15 Uhr | Deutschland              | 30:29        | Russland               | Hala Stulecia, Breslau Zuschauer: 6.593 Schiedsrichter: Santos, Fonseca |
| 24. Januar 2016 18:15 Uhr | meiste Tore: Dissinger 7 | (17:16)      | meiste Tore: Dibirow 7 | Hala Stulecia, Breslau Zuschauer: 6.593 Schiedsrichter: Santos, Fonseca |
| 24. Januar 2016 18:15 Uhr | Strafen: 3× 5×           | Spielbericht | Strafen: 3× 1×         | Hala Stulecia, Breslau Zuschauer: 6.593 Schiedsrichter: Santos, Fonseca |

| 24. Januar 2016 20:30 Uhr | Spanien                           | 23:27        | Dänemark                        | Hala Stulecia, Breslau Zuschauer: 6.593 Schiedsrichter: Načevski, Nikolov |
| 24. Januar 2016 20:30 Uhr | meiste Tore: Entrerríos, Rivera 4 | (14:11)      | meiste Tore: Damgaard Nielsen 6 | Hala Stulecia, Breslau Zuschauer: 6.593 Schiedsrichter: Načevski, Nikolov |
| 24. Januar 2016 20:30 Uhr | Strafen: 3× 1×                    | Spielbericht | Strafen: 3× 1×                  | Hala Stulecia, Breslau Zuschauer: 6.593 Schiedsrichter: Načevski, Nikolov |

| 26. Januar 2016 18:15 Uhr | Spanien               | 31:29        | Ungarn                 | Hala Stulecia, Breslau Zuschauer: 6.500 Schiedsrichter: Husko, Repkin |
| 26. Januar 2016 18:15 Uhr | meiste Tore: Rivera 5 | (15:15)      | meiste Tore: L. Nagy 9 | Hala Stulecia, Breslau Zuschauer: 6.500 Schiedsrichter: Husko, Repkin |
| 26. Januar 2016 18:15 Uhr | Strafen: 3× 5×        | Spielbericht | Strafen: 3× 5×         | Hala Stulecia, Breslau Zuschauer: 6.500 Schiedsrichter: Husko, Repkin |

| 26. Januar 2016 20:30 Uhr | Schweden                                      | 28:28        | Dänemark                        | Hala Stulecia, Breslau Zuschauer: 6.593 Schiedsrichter: Stoļarovs, Līcis |
| 26. Januar 2016 20:30 Uhr | meiste Tore: Jakobsson, Zachrisson, Nilsson 5 | (13:15)      | meiste Tore: Damgaard Nielsen 7 | Hala Stulecia, Breslau Zuschauer: 6.593 Schiedsrichter: Stoļarovs, Līcis |
| 26. Januar 2016 20:30 Uhr | Strafen: 3×                                   | Spielbericht | Strafen: 3× 4× 1×               | Hala Stulecia, Breslau Zuschauer: 6.593 Schiedsrichter: Stoļarovs, Līcis |

| 27. Januar 2016 16:00 Uhr | Schweden                        | 22:14        | Ungarn              | Hala Stulecia, Breslau Zuschauer: 5.900 Schiedsrichter: Stark, Ştefan |
| 27. Januar 2016 16:00 Uhr | meiste Tore: Nilsson, Östlund 5 | (10:7)       | meiste Tore: Bodó 5 | Hala Stulecia, Breslau Zuschauer: 5.900 Schiedsrichter: Stark, Ştefan |
| 27. Januar 2016 16:00 Uhr | Strafen: 3× 5×                  | Spielbericht | Strafen: 3× 1×      | Hala Stulecia, Breslau Zuschauer: 5.900 Schiedsrichter: Stark, Ştefan |

| 27. Januar 2016 18:15 Uhr | Deutschland         | 25:23        | Dänemark              | Hala Stulecia, Breslau Zuschauer: 6.593 Schiedsrichter: Horáček, Novotný |
| 27. Januar 2016 18:15 Uhr | meiste Tore: Fäth 6 | (12:13)      | meiste Tore: Hansen 7 | Hala Stulecia, Breslau Zuschauer: 6.593 Schiedsrichter: Horáček, Novotný |
| 27. Januar 2016 18:15 Uhr | Strafen: 2× 4×      | Spielbericht | Strafen: 3× 4×        | Hala Stulecia, Breslau Zuschauer: 6.593 Schiedsrichter: Horáček, Novotný |

| 27. Januar 2016 20:30 Uhr | Spanien                | 25:23        | Russland               | Hala Stulecia, Breslau Zuschauer: 5.000 Schiedsrichter: Gubica, Milošević |
| 27. Januar 2016 20:30 Uhr | meiste Tore: Rivera 11 | (11:12)      | meiste Tore: Dibirow 5 | Hala Stulecia, Breslau Zuschauer: 5.000 Schiedsrichter: Gubica, Milošević |
| 27. Januar 2016 20:30 Uhr | Strafen: 3× 2×         | Spielbericht | Strafen: 3×            | Hala Stulecia, Breslau Zuschauer: 5.000 Schiedsrichter: Gubica, Milošević |

## Finalspiele

### Spiel um Platz 7
| 29. Januar 2016 16:00 Uhr | Polen                            | 26:24        | Schweden               | Hala Stulecia, Breslau Zuschauer: 6.500 Schiedsrichter: Gubica, Milošević |
| 29. Januar 2016 16:00 Uhr | meiste Tore: Krajewski, Konitz 5 | (12:12)      | meiste Tore: Nilsson 5 | Hala Stulecia, Breslau Zuschauer: 6.500 Schiedsrichter: Gubica, Milošević |
| 29. Januar 2016 16:00 Uhr | Strafen: 3× 1×                   | Spielbericht | Strafen: 3× 1×         | Hala Stulecia, Breslau Zuschauer: 6.500 Schiedsrichter: Gubica, Milošević |

### Spiel um Platz 5
| 29. Januar 2016 18:30 Uhr | Frankreich              | 29:26        | Dänemark                           | Hala Stulecia, Breslau Zuschauer: 4.500 Schiedsrichter: Raluy López, Sabroso Ramírez |
| 29. Januar 2016 18:30 Uhr | meiste Tore: Kounkoud 8 | (15:13)      | meiste Tore: Balling Christensen 7 | Hala Stulecia, Breslau Zuschauer: 4.500 Schiedsrichter: Raluy López, Sabroso Ramírez |
| 29. Januar 2016 18:30 Uhr | Strafen: 3× 1×          | Spielbericht | Strafen: 3× 1×                     | Hala Stulecia, Breslau Zuschauer: 4.500 Schiedsrichter: Raluy López, Sabroso Ramírez |

### Halbfinale
| 29. Januar 2016 18:30 Uhr | Norwegen                | 33:34 n. V.   | Deutschland               | Tauron Arena Kraków, Krakau Zuschauer: 9.100 Schiedsrichter: Pichon, Reveret |
| 29. Januar 2016 18:30 Uhr | meiste Tore: Bjørnsen 8 | (27:27 13:14) | meiste Tore: Reichmann 10 | Tauron Arena Kraków, Krakau Zuschauer: 9.100 Schiedsrichter: Pichon, Reveret |
| 29. Januar 2016 18:30 Uhr | Strafen: 4× 6×          | Spielbericht  | Strafen: 3× 2×            | Tauron Arena Kraków, Krakau Zuschauer: 9.100 Schiedsrichter: Pichon, Reveret |

| 29. Januar 2016 21:00 Uhr | Spanien                       | 33:29        | Kroatien                 | Tauron Arena Kraków, Krakau Zuschauer: 11.100 Schiedsrichter: Horáček, Novotný |
| 29. Januar 2016 21:00 Uhr | meiste Tore: Rivera, García 6 | (18:14)      | meiste Tore: Slišković 6 | Tauron Arena Kraków, Krakau Zuschauer: 11.100 Schiedsrichter: Horáček, Novotný |
| 29. Januar 2016 21:00 Uhr | Strafen: 4× 2×                | Spielbericht | Strafen: 4× 3×           | Tauron Arena Kraków, Krakau Zuschauer: 11.100 Schiedsrichter: Horáček, Novotný |

### Spiel um Platz 3
| 31. Januar 2016 15:00 Uhr | Norwegen               | 24:31        | Kroatien              | Tauron Arena Kraków, Krakau Zuschauer: 12.500 Schiedsrichter: Načevski, Nikolov |
| 31. Januar 2016 15:00 Uhr | meiste Tore: Sagosen 5 | (11:15)      | meiste Tore: Horvat 8 | Tauron Arena Kraków, Krakau Zuschauer: 12.500 Schiedsrichter: Načevski, Nikolov |
| 31. Januar 2016 15:00 Uhr | Strafen: 4×            | Spielbericht | Strafen: 3× 4× 1×     | Tauron Arena Kraków, Krakau Zuschauer: 12.500 Schiedsrichter: Načevski, Nikolov |

### Finale
| 31. Januar 2016 17:30 Uhr | Deutschland           | 24:17        | Spanien                   | Tauron Arena Kraków, Krakau Zuschauer: 15.000 Schiedsrichter: Gjeding, Hansen |
| 31. Januar 2016 17:30 Uhr | meiste Tore: Häfner 7 | (10:6)       | meiste Tore: Entrerríos 5 | Tauron Arena Kraków, Krakau Zuschauer: 15.000 Schiedsrichter: Gjeding, Hansen |
| 31. Januar 2016 17:30 Uhr | Strafen: 3× 8×        | Spielbericht | Strafen: 1× 4×            | Tauron Arena Kraków, Krakau Zuschauer: 15.000 Schiedsrichter: Gjeding, Hansen |

## Abschlussplatzierungen
| Rang   | Team           | Sp. | S | U | N | Tore    | Diff. |
| ------ | -------------- | --- | - | - | - | ------- | ----- |
| Gold   | Deutschland    | 8   | 7 | 0 | 1 | 223:200 | +23   |
| Silber | Spanien        | 8   | 5 | 1 | 2 | 209:207 | +2    |
| Bronze | Kroatien       | 8   | 5 | 0 | 3 | 250:219 | +31   |
| 04.    | Norwegen       | 8   | 4 | 1 | 3 | 235:232 | +3    |
|        |                |     |   |   |   |         |       |
| 05.    | Frankreich     | 7   | 5 | 0 | 2 | 210:182 | +28   |
| 06.    | Dänemark       | 7   | 4 | 1 | 2 | 195:180 | +15   |
| 07.    | Polen          | 7   | 5 | 0 | 2 | 193:194 | −01   |
| 08.    | Schweden       | 7   | 2 | 2 | 3 | 173:168 | +05   |
|        |                |     |   |   |   |         |       |
| 09.    | Russland       | 6   | 2 | 1 | 3 | 160:161 | −01   |
| 10.    | Belarus        | 6   | 2 | 0 | 4 | 167:189 | −22   |
| 11.    | Nordmazedonien | 6   | 0 | 2 | 4 | 157:176 | −19   |
| 12.    | Ungarn         | 6   | 1 | 0 | 5 | 142:166 | −24   |
|        |                |     |   |   |   |         |       |
| 13.    | Island         | 3   | 1 | 0 | 2 | 092:101 | −09   |
| 14.    | Slowenien      | 3   | 0 | 1 | 2 | 066:072 | −06   |
| 15.    | Serbien        | 3   | 0 | 1 | 2 | 081:092 | −11   |
| 16.    | Montenegro     | 3   | 0 | 0 | 3 | 076:090 | −14   |

- Der erste Platz berechtigt Deutschland zur Teilnahme an den Olympischen Sommerspielen 2016.
- Die ersten drei Plätze berechtigen Deutschland, Spanien und Kroatien zur Teilnahme an der Weltmeisterschaft 2017.
- Als die beiden bestplatzierten Teams, die sich nicht bereits über die Weltmeisterschaft 2015 qualifizieren konnten, nehmen Norwegen und Schweden an der Qualifikation zu den Olympischen Sommerspielen 2016 teil. Polen, Spanien, Dänemark und Kroatien sind bereits über die Weltmeisterschaft qualifiziert. Frankreich ist als Weltmeister direkt für die Olympischen Spiele qualifiziert. Ebenfalls über die Weltmeisterschaft 2015 sind Slowenien und Mazedonien als Nachrücker für Katar und Europameister Deutschland für die Qualifikationsturniere qualifiziert.

- Die Platzierung der Plätze 1 bis 8 ergibt sich aus dem Ergebnis der jeweiligen Platzierungsspiele.
- Die Platzierungen der Plätze 9 bis 12 ergeben sich nach folgenden Kriterien:
  - Punkte in den Hauptrundenspielen
  - Tordifferenz in den Hauptrundenspielen
- Die Platzierungen der Plätze 13 bis 16 ergeben sich nach folgenden Kriterien:
  - Punkte in den Vorrundenspielen gegen Teams auf Rang 1 bis 3 der jeweiligen Gruppe
  - Tordifferenz in den Vorrundenspielen gegen Teams auf Rang 1 bis 3 der jeweiligen Gruppe

## Statistiken

### Torschützenliste

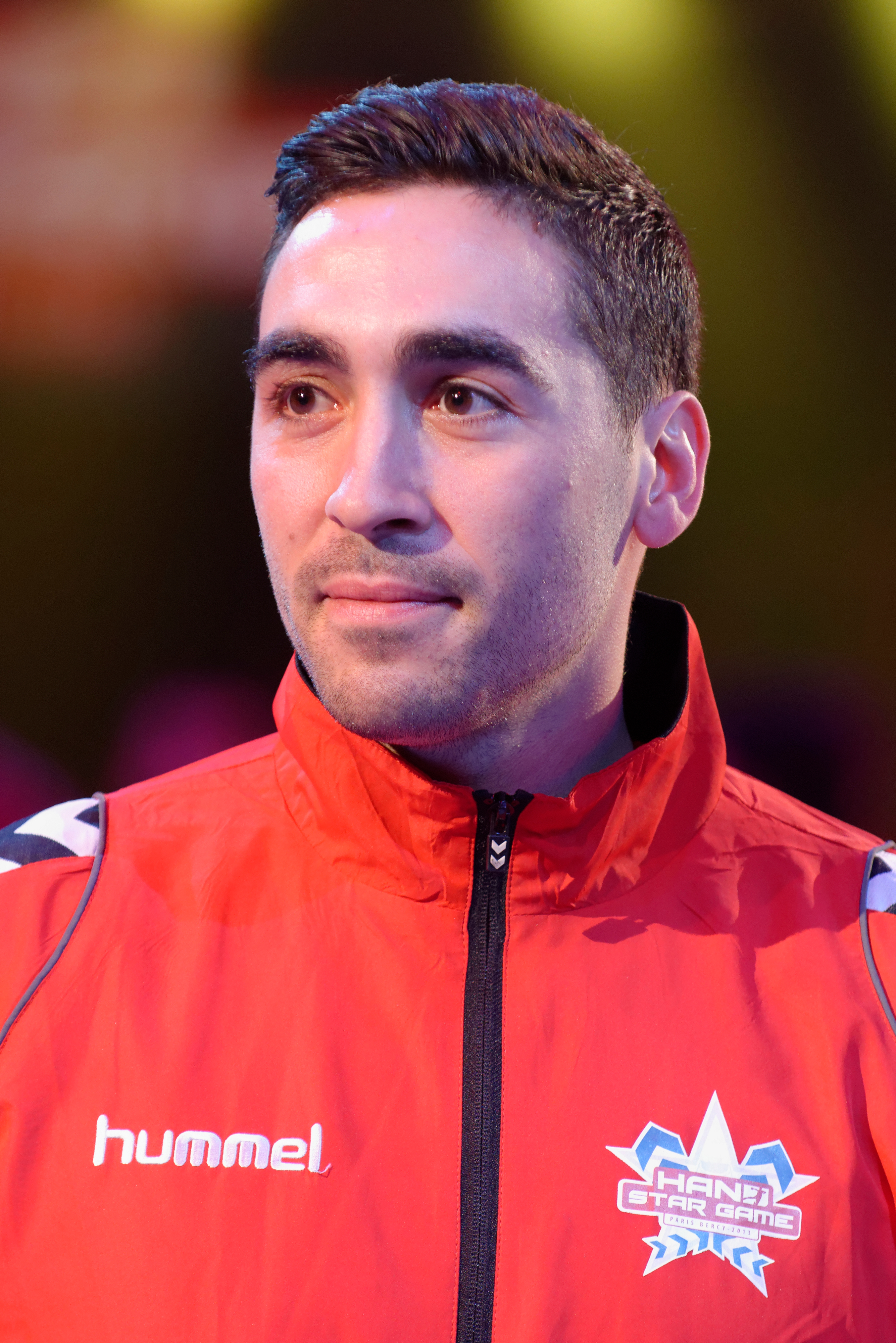
Bester Werfer der EM 2016: Valero Rivera

| Rang                                                      | Spieler           | Tore | Würfe | Quote | 7-m-Tore | 7-m-Würfe | Spiele |
| --------------------------------------------------------- | ----------------- | ---- | ----- | ----- | -------- | --------- | ------ |
| 1                                                         | Valero Rivera     | 48   | 62    | 77 %  | 31       | 38        | 8      |
| 2                                                         | Tobias Reichmann  | 46   | 58    | 79 %  | 26       | 29        | 8      |
| 3                                                         | Kristian Bjørnsen | 45   | 59    | 76 %  | 11       | 16        | 8      |
| 4                                                         | Manuel Štrlek     | 43   | 54    | 80 %  | 11       | 13        | 8      |
| 5                                                         | Kiril Lazarov     | 42   | 79    | 53 %  | 12       | 19        | 6      |
| 6                                                         | Barys Puchouski   | 37   | 58    | 64 %  | 10       | 11        | 6      |
| 7                                                         | Karol Bielecki    | 34   | 66    | 52 %  | 6        | 10        | 7      |
| 7                                                         | Michał Jurecki    | 34   | 61    | 56 %  | 1        | 3         | 7      |
| 9                                                         | Mikkel Hansen     | 33   | 57    | 58 %  | 1        | 2         | 7      |
| 9                                                         | Espen Lie Hansen  | 33   | 59    | 56 %  | 0        | 0         | 8      |
| 11                                                        | Dejan Manaskov    | 32   | 44    | 73 %  | 10       | 11        | 6      |
| 11                                                        | Timur Dibirow     | 32   | 46    | 70 %  | 9        | 15        | 6      |
| 11                                                        | Johan Jakobsson   | 32   | 55    | 58 %  | 0        | 0         | 7      |
| 11                                                        | Marino Marić      | 32   | 45    | 71 %  | 0        | 0         | 8      |
| 11                                                        | Víctor Tomás      | 32   | 47    | 68 %  | 4        | 4         | 8      |
| Quelle: handball.sportsresult.com, Stand: 31. Januar 2016 |                   |      |       |       |          |           |        |

### Torhüter
| 1                                                         | Vincent Gérard          | 37 | 34 | 92  | 7 |
| 2                                                         | Wiktor Kirejew          | 36 | 74 | 203 | 6 |
| 2                                                         | Andreas Wolff           | 36 | 81 | 224 | 8 |
| 4                                                         | Mattias Andersson       | 35 | 59 | 170 | 7 |
| 4                                                         | Thierry Omeyer 1)       | 35 | 67 | 191 | 7 |
| 6                                                         | Wjatschaslau Saldazenka | 34 | 79 | 232 | 6 |
| 6                                                         | Niklas Landin Jacobsen  | 34 | 65 | 193 | 7 |
| 6                                                         | Arpad Sterbik           | 34 | 63 | 184 | 8 |
| 6                                                         | Ivan Stevanović         | 34 | 49 | 143 | 8 |
| 10                                                        | Matevž Skok             | 33 | 13 | 39  | 3 |
| Quelle: handball.sportsresult.com, Stand: 31. Januar 2016 |                         |    |    |     |   |

### Fair-Play
| Platz                                                                      | Team           | Spiele |           |       |    | Punkte | Punkte |
| Platz                                                                      | Team           | Spiele | pro Spiel | Summe |    |        |        |
| -------------------------------------------------------------------------- | -------------- | ------ | --------- | ----- | -- | ------ | ------ |
| 01.                                                                        | Ungarn         | 006    | 0         | 19    | 18 | 009,3  | 0056   |
| 02.                                                                        | Russland       | 006    | 0         | 20    | 17 | 009,5  | 0057   |
| 03.                                                                        | Dänemark       | 007    | 02        | 18    | 21 | 009,6  | 0067   |
| 03.                                                                        | Frankreich     | 007    | 01        | 23    | 16 | 009,6  | 0067   |
| 05.                                                                        | Nordmazedonien | 006    | 0         | 19    | 20 | 009,7  | 0058   |
| 06.                                                                        | Montenegro     | 003    | 0         | 12    | 07 | 010,3  | 0031   |
| 07.                                                                        | Spanien        | 008    | 02        | 25    | 23 | 010,4  | 0083   |
| 08.                                                                        | Polen          | 007    | 01        | 27    | 18 | 011,0  | 0077   |
| 09.                                                                        | Schweden       | 007    | 01        | 27    | 21 | 011,4  | 0080   |
| 10.                                                                        | Belarus        | 006    | 01        | 28    | 18 | 013,2  | 0079   |
| 11.                                                                        | Island         | 003    | 0         | 16    | 9  | 013,7  | 0041   |
| 12.                                                                        | Norwegen       | 008    | 0         | 42    | 26 | 013,8  | 0110   |
| 13.                                                                        | Kroatien       | 008    | 03        | 36    | 27 | 014,3  | 0114   |
| 13.                                                                        | Deutschland    | 008    | 02        | 40    | 24 | 014,3  | 0114   |
| 15.                                                                        | Slowenien      | 003    | 02        | 15    | 9  | 016,3  | 0049   |
| 16.                                                                        | Serbien        | 003    | 01        | 19    | 10 | 017,7  | 0053   |
| = 1 Punkt, = 2 Punkte, = 5 Punkte (gilt auch bei 3 × oder bei mit Bericht) |                |        |           |       |    |        |        |
| Quelle: handball.sportsresult.com, Stand: 31. Januar 2016                  |                |        |           |       |    |        |        |

## All-Star-Team
Vor dem Endspiel wurden die nachfolgenden Spieler für ihre Leistungen ausgezeichnet und in das All-Star-Team gewählt.

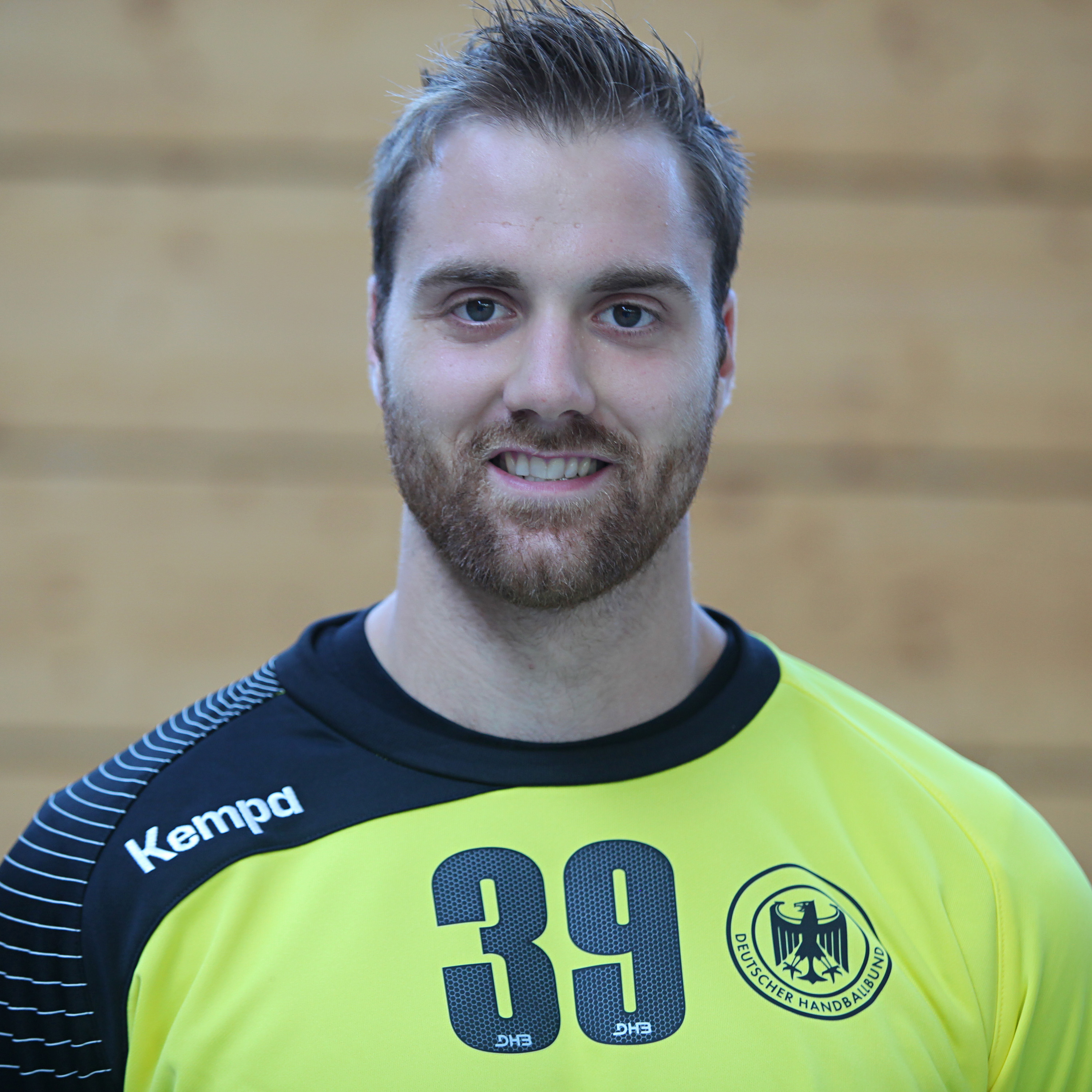
Torwart des All-Star-Teams der EM 2016: Andreas Wolff
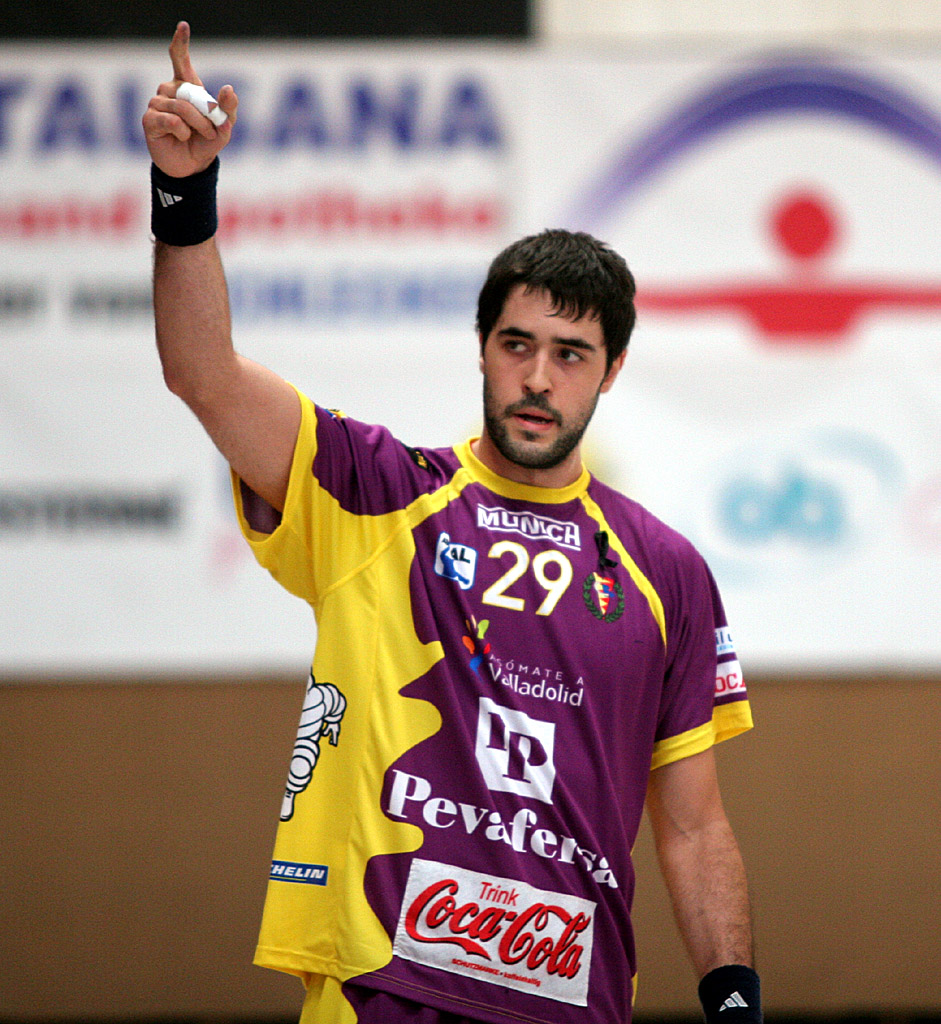
Raúl Entrerríos, wertvollster Spieler der EM 2016

| Position                   | Name              | Land        |
| -------------------------- | ----------------- | ----------- |
| Tor                        | Andreas Wolff     | Deutschland |
| Linksaußen                 | Manuel Štrlek     | Kroatien    |
| Rückraum links             | Michał Jurecki    | Polen       |
| Rückraum Mitte             | Sander Sagosen    | Norwegen    |
| Rückraum rechts            | Johan Jakobsson   | Schweden    |
| Rechtsaußen                | Tobias Reichmann  | Deutschland |
| Kreis                      | Julen Aguinagalde | Spanien     |
| bester Abwehrspieler       | Henrik Møllgaard  | Dänemark    |
| Wertvollster Spieler (MVP) | Raúl Entrerríos   | Spanien     |

## Schiedsrichter

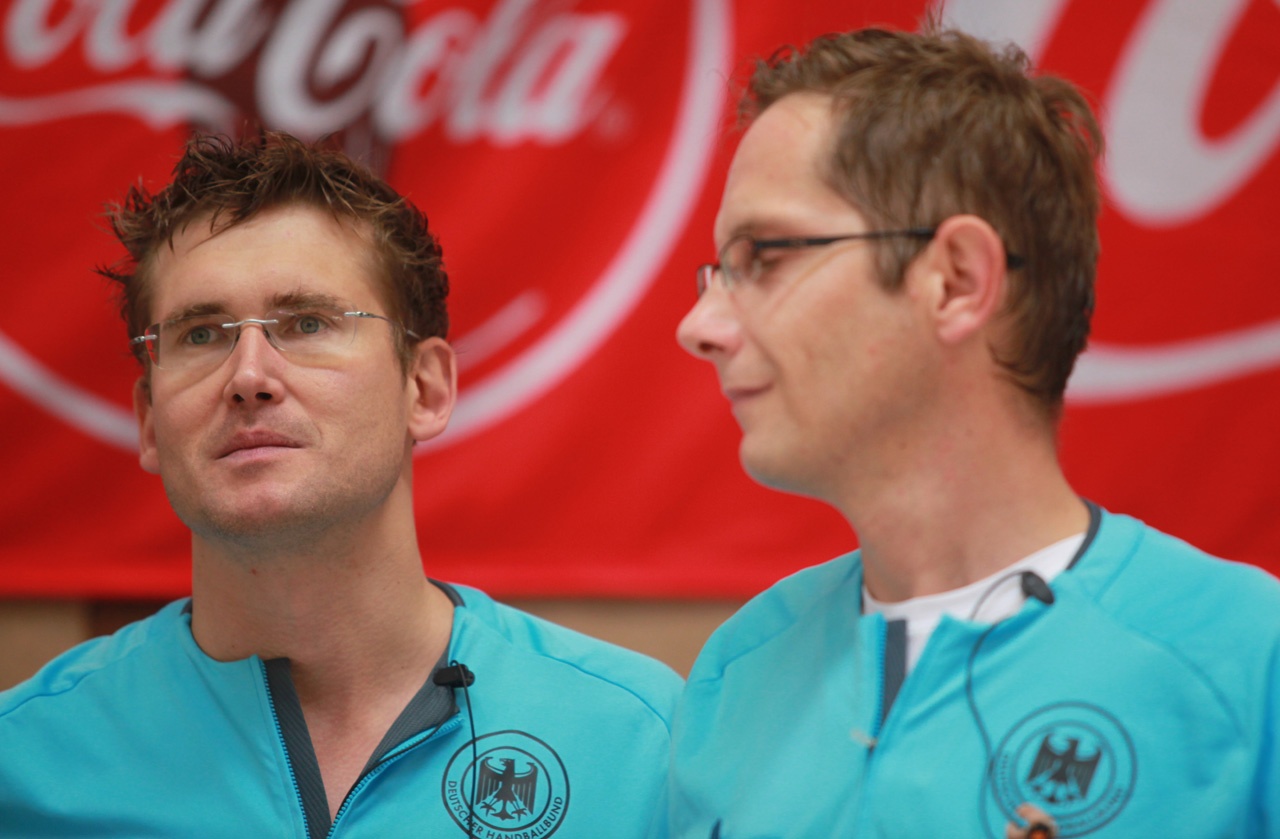
Lars Geipel (links) und Marcus Helbig (Deutschland)

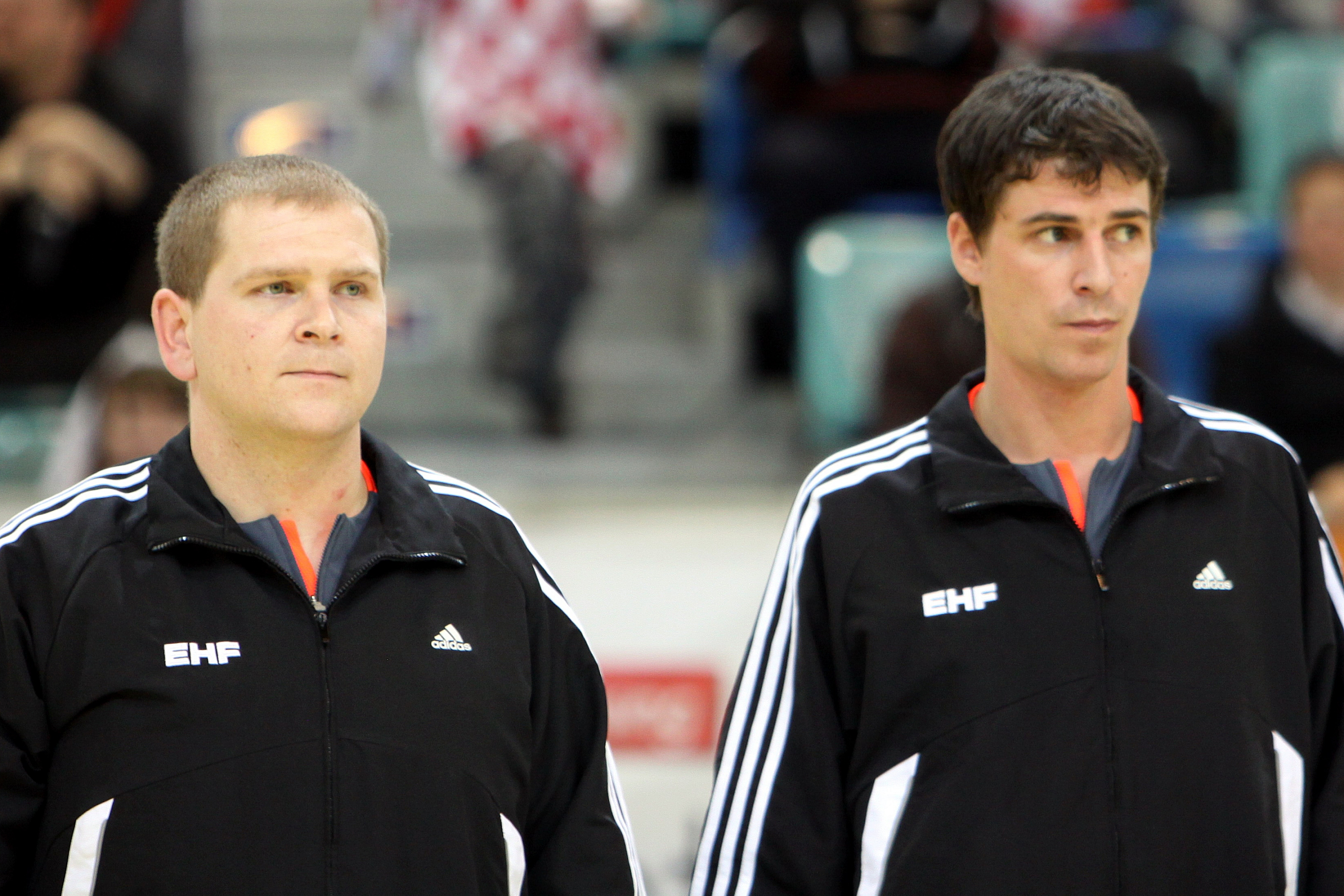
Václav Horáček (links) und Jiří Novotný (Tschechien)

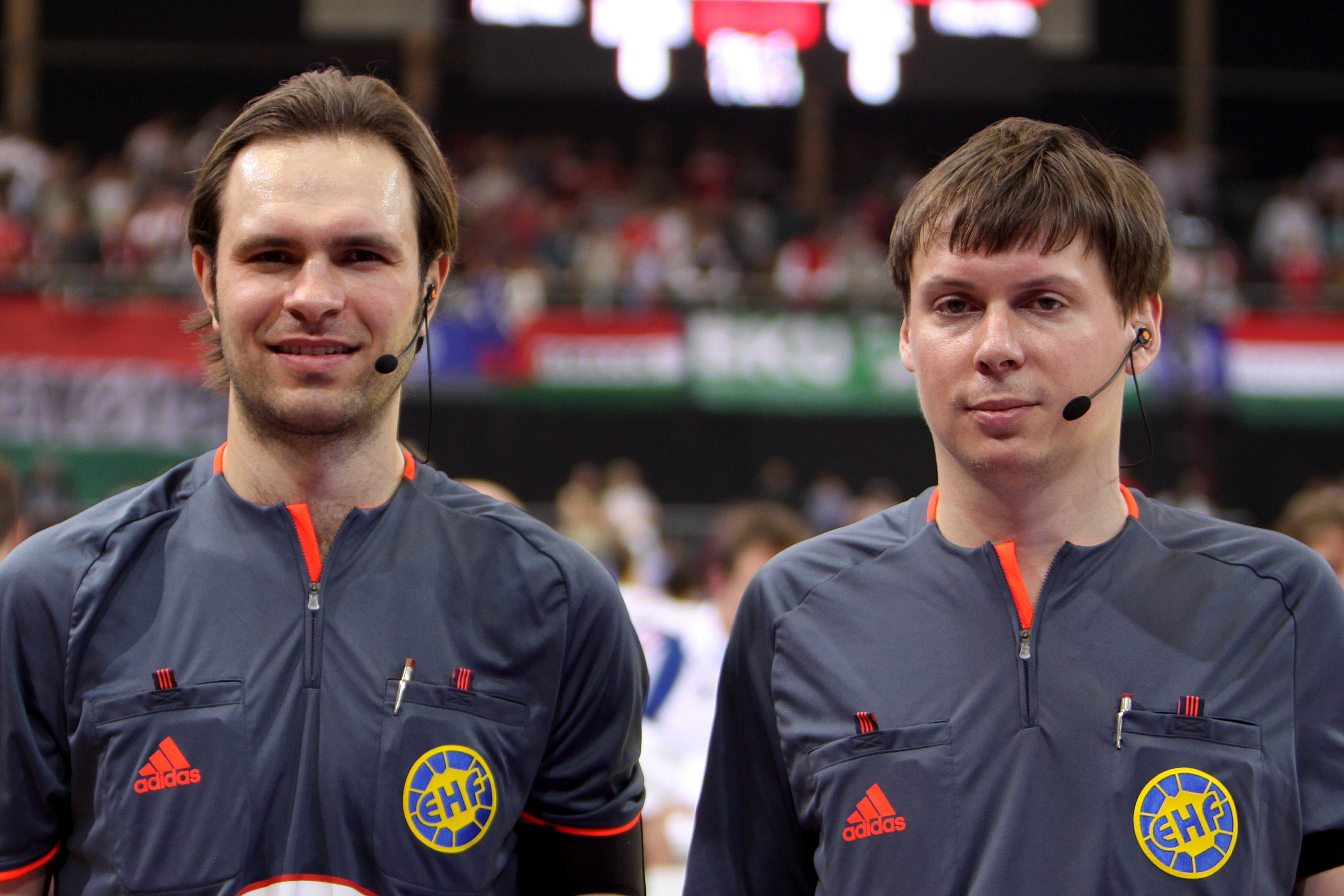
Sjarhej Repkin (rechts) und Andrej Husko (Weißrussland)

Von der EHF wurden für die Europameisterschaft zwölf Schiedsrichterpaare nominiert.
| Gruppe/Spiel                                                                    | Gruppe/Spiel          |                             |                               |           |                |                |                |
| Dänemark                                                                        | Martin Gjeding        | A / FRA – MKD B / BLR – NOR | I / POL – CRO                 |           | F / GER – ESP  | F / GER – ESP  | F / GER – ESP  |
| Dänemark                                                                        | Mads Hansen           | A / FRA – MKD B / BLR – NOR | I / POL – CRO                 |           | F / GER – ESP  | F / GER – ESP  | F / GER – ESP  |
| Deutschland                                                                     | Lars Geipel           | B / ISL – NOR A / MKD – POL | I / MKD – CRO I / FRA – NOR   |           |                |                |                |
| Deutschland                                                                     | Marcus Helbig         | B / ISL – NOR A / MKD – POL | I / MKD – CRO I / FRA – NOR   |           |                |                |                |
| Frankreich                                                                      | Stevann Pichon        | C / ESP – GER D / DEN – HUN | II / SWE – RUS                | NOR – GER |                |                |                |
| Frankreich                                                                      | Laurent Reveret       | C / ESP – GER D / DEN – HUN | II / SWE – RUS                | NOR – GER |                |                |                |
| Kroatien                                                                        | Matija Gubica         | D / DEN – RUS C / GER – SWE | II / GER – HUN II / ESP – RUS |           | P7 / POL – SWE | P7 / POL – SWE | P7 / POL – SWE |
| Kroatien                                                                        | Boris Milošević       | D / DEN – RUS C / GER – SWE | II / GER – HUN II / ESP – RUS |           | P7 / POL – SWE | P7 / POL – SWE | P7 / POL – SWE |
| Lettland                                                                        | Zigmārs Stoļarovs     | C / SWE – SLO D / RUS – MNE | II / SWE – DEN I / MKD – BLR  |           |                |                |                |
| Lettland                                                                        | Renārs Līcis          | C / SWE – SLO D / RUS – MNE | II / SWE – DEN I / MKD – BLR  |           |                |                |                |
| Mazedonien                                                                      | Gjorgji Načevski      | D / RUS – HUN C / ESP – SWE | II / ESP – DEN                |           | P3 / NOR – CRO | P3 / NOR – CRO | P3 / NOR – CRO |
| Mazedonien                                                                      | Slave Nikolov         | D / RUS – HUN C / ESP – SWE | II / ESP – DEN                |           | P3 / NOR – CRO | P3 / NOR – CRO | P3 / NOR – CRO |
| Portugal                                                                        | Duarte Santos         | D / MNE – DEN C / GER – SLO | II / GER – RUS I / POL – BLR  |           |                |                |                |
| Portugal                                                                        | Ricardo Fonseca       | D / MNE – DEN C / GER – SLO | II / GER – RUS I / POL – BLR  |           |                |                |                |
| Rumänien                                                                        | Bogdan Nicolae Stark  | A / POL – SRB B / CRO – ISL | I / MKD – NOR II / SWE – HUN  |           |                |                |                |
| Rumänien                                                                        | Romeo Mihai Ştefan    | A / POL – SRB B / CRO – ISL | I / MKD – NOR II / SWE – HUN  |           |                |                |                |
| Schweden                                                                        | Michael Johansson     | B / CRO – BLR A / SRB – FRA | I / FRA – BLR                 |           |                |                |                |
| Schweden                                                                        | Jasmin Kliko          | B / CRO – BLR A / SRB – FRA | I / FRA – BLR                 |           |                |                |                |
| Spanien                                                                         | Óscar Raluy López     | B / NOR – CRO A / FRA – POL | I / POL – NOR                 |           | P5 / FRA – DEN | P5 / FRA – DEN | P5 / FRA – DEN |
| Spanien                                                                         | Ángel Sabroso Ramírez | B / NOR – CRO A / FRA – POL | I / POL – NOR                 |           | P5 / FRA – DEN | P5 / FRA – DEN | P5 / FRA – DEN |
| Tschechien                                                                      | Václav Horáček        | B / BLR – ISL A / MKD – SRB | I / FRA – CRO II / GER – DEN  | ESP – CRO |                |                |                |
| Tschechien                                                                      | Jiří Novotný          | B / BLR – ISL A / MKD – SRB | I / FRA – CRO II / GER – DEN  | ESP – CRO |                |                |                |
| Belarus                                                                         | Andrej Husko          | D / HUN – MNE C / SLO – ESP | II / ESP – HUN                |           |                |                |                |
| Belarus                                                                         | Sjarhej Repkin        | D / HUN – MNE C / SLO – ESP | II / ESP – HUN                |           |                |                |                |
| F = Finale, P3 = Spiel um Platz 3, P5 = Spiel um Platz 5, P7 = Spiel um Platz 7 |                       |                             |                               |           |                |                |                |

## Fernsehübertragung
Das Erste und ZDF bekamen die Rechte für die Partien der deutschen Mannschaft. Die restlichen Spiele wurden vom katarischen Sender beIN Sports übertragen. In Deutschland zeigte der Online-Sportsender Sportdeutschland.TV alle Begegnungen der EM mit Ausnahme der vom Ersten und ZDF übertragenen Spiele der deutschen Mannschaft als Direktübertragung. Nach Spielende waren Aufzeichnungen aller Spiele (einschl. der deutschen) als Video auf Sportdeutschland.TV abrufbar. International wurden alle Spiele zudem durch den EHF-Kanal ehfTV auf Laola1.tv direkt übertragen.

### Einschaltquoten
Einschaltquoten der Übertragung der deutschen Handballnationalmannschaft durch Das Erste und ZDF.
| Spiel | Datum         | Uhrzeit | Sender    | Zuschauer                                     | Zuschauer                             | Marktanteil                            | Marktanteil                           | Quelle        |
| Spiel | Datum         | Uhrzeit | Sender    | Gesamt                                        | 14 bis 49 Jahre                       | Gesamt                                 | 14 bis 49 Jahre                       | Quelle        |
| ----- | ------------- | ------- | --------- | --------------------------------------------- | ------------------------------------- | -------------------------------------- | ------------------------------------- | ------------- |
| 1     | 16. Jan. 2016 | 18:30   | ZDF       | 3,8 Mio.                                      | 0,93 Mio.                             | 14,6 %                                 | 11,4 %                                | [ 9 ]         |
| 2     | 18. Jan. 2016 | 20:30   | Das Erste | 1. Halbzeit: 3,07 Mio. 2. Halbzeit: 4,34 Mio. | 1. Halbzeit: – 2. Halbzeit: 1,17 Mio. | 1. Halbzeit: 8,8 % 2. Halbzeit: 13,3 % | 1. Halbzeit: 7,4 % 2. Halbzeit: 9,8 % | [ 10 ]        |
| 3     | 20. Jan. 2016 | 17:15   | ZDF       | 3,83 Mio.                                     | 0,77 Mio.                             | 18,3 %                                 | 12,2 %                                | [ 11 ]        |
| 4     | 22. Jan. 2016 | 18:15   | ZDF       | 4,64 Mio.                                     | 1,11 Mio.                             | 17,8 %                                 | 14,2 %                                | [ 12 ]        |
| 5     | 24. Jan. 2016 | 18:15   | Das Erste | 6,04 Mio.                                     | 1,49 Mio.                             | 19,7 %                                 | 14,2 %                                | [ 13 ]        |
| 6     | 27. Jan. 2016 | 18:15   | Das Erste | 5,61 Mio.                                     | 1,41 Mio.                             | 21,2 %                                 | 17,6 %                                | [ 14 ]        |
| 7     | 29. Jan. 2016 | 18:30   | ZDF       | 8,50 Mio.                                     | 2,50 Mio.                             | 28,9 %                                 | 27,2 %                                | [ 15 ]        |
| 8     | 31. Jan. 2016 | 17:30   | Das Erste | 12,98 Mio.                                    | 4,50 Mio.                             | 42 %                                   | 40,3 %                                | [ 16 ] [ 15 ] |

Die Verlängerung des Halbfinales Norwegen gegen Deutschland sahen am 29. Januar 2016 nach 20 Uhr mehr als 10 Mio. Zuschauer. Das Finale erzielte die zweitbesten Quoten einer Handballübertragung in Deutschland. Nur das Finalspiel der Weltmeisterschaft 2007 sahen mehr Menschen.

## Rekorde
Im Vorrundenspiel zwischen Belarus und Island (39:38) wurde mit 77 Toren ein neuer Torrekord bei einer Handball-EM aufgestellt.